# Riachão do Bacamarte
Riachão do Bacamarte este un oraș în Paraíba (PB), Brazilia.